# Ubac (film)
Pour plus de détails, voir Fiche technique et Distribution.
Ubac est un film français réalisé par Jean-Pierre Grasset, sorti en 1987.

## Fiche technique
- Titre : Ubac
- Réalisation : Jean-Pierre Grasset
- Scénario : Miguel Bejo, Richard Bohringer, Pierre Chaussat et Michel Cyprien
- Photographie : Alain Choquart et Denys Clerval
- Musique : Laurent Loubach
- Son : Jean-François Auger et Jean-Michel Chauvet
- Montage : Dominique Boischot et Mariana Carvallo
- Production : Les Films du Soir
- Pays d'origine :  France
- Durée : 77 minutes
- Date de sortie : France - 2 janvier 1987

## Distribution
- Richard Bohringer : Lucien
- Larry Lamb : Larry
- Rufus : le bossu
- Pierre Malet : Raoul
- Laurence Hamelin : Anna
- Franklin Caicedo : Bartega
- Suzana Borges : la fille

## Sélection
- 1986 : Festival de Cannes (Perspectives du cinéma français)